# Cincinnobotrys
Cincinnobotrys es un género con 7 especies de plantas fanerógamas pertenecientes a la familia Melastomataceae. Es originario de África tropical.

## Taxonomía
El género fue descrito por Ernest Friedrich Gilg y publicado en Nat. Pflanzenfam. Nachtr. II-IV 1: 265, en el año 1897.

## Especies
- Cincinnobotrys acaulis	(Cogn.) Gilg	Pflanzenw. Afr. 3(2): 757	1921
- Cincinnobotrys felicis	(A.Chev.) Jacq.-Fél.	Adansonia, n.s. 16: 377	1976
- Cincinnobotrys letouzeyi	Jacq.-Fél.	Adansonia, n.s. 15: 494	1976
- Cincinnobotrys oreophila	Gilg	Nat. Pflanzenfam. 3, 7: 265	1897
- Cincinnobotrys pulchella	(Brenan) Jacq.-Fél.	Adansonia, n.s. 16: 364	1976
- Cincinnobotrys ranarum Pocs	Fragm. Florist. Geobot. 35(1-2): 35	1991
- Cincinnobotrys speciosa	(A.Fern. & R.Fern.) Jacq.-Fél.	Adansonia, n.s. 16: 372	1976